# بلبل گلوآتشی
بلبل گلوآتشی (نام علمی: Rubigula gularis) عضوی از خانواده بلبلان از پرندگان گنجشک‌سان و پرنده دولتی گوا است. تنها در جنگل‌های گات غربی در جنوب هند یافت می‌شود. در گذشته به عنوان زیرگونه‌ای از Pycnonotus flaviventris گنجانده شده بود و از آن زمان به وضعیت یک گونه کامل ارتقا یافته است. آنها دارای پشت زیتونی با زیرتنه زرد، گلوی قرمز نارنجی مثلثی و عنبیه سفیدی هستند که در مقابل سر سیاه متضاد خودنمایی می‌کند. آنها معمولاً به صورت گروهی در سایبان جنگل برای یافتن انواع توت‌ها و حشرات کوچک دیده می‌شوند. آن‌ها اغلب با دو یا سه نت صدا تولید می‌کنند که می‌تواند شبیه صدایی باشد که به وسیله بلبل گوش‌سرخ تولید می‌شود. این گونه در گذشته با نام‌هایی مانند بلبل یاقوتی و بلبل سرسیاه نامیده می‌شد، اما این گونه‌ها مبهم هستند و می‌توانند دربارهٔ گونه‌های دیگری مانند Rubigula flaviventris و R. dispar نیز درست باشند.

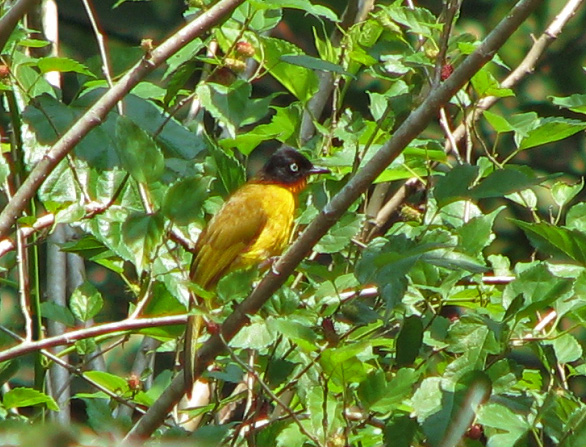
عنبیه سفید آشکار است

به نظر می‌رسد که جمعیت‌ها به صورت فصلی در درون گات‌های غربی جابجا می‌شوند.